# Fédération Internationale des Associations d’Études Classiques
Die Fédération Internationale des Associations d’Études Classiques (FIEC) (englisch International Federation of Associations of Classical Studies) ist ein internationaler Dachverband von nationalen und internationalen Vereinigungen, die im weiteren Sinne mit den Klassischen Altertumswissenschaften befasst sind. Sie wurde 1948 auf Betreiben vor allem der Année philologique und der UNESCO in Paris ins Leben gerufen.

## Geschichte und Aufgaben
Als Folge des Zweiten Weltkriegs war das internationale Wissenschaftsleben im Bereich der Klassischen Altertumswissenschaften weitgehend zum Erliegen gekommen. Denn Kontakte unter den Wissenschaftlern der verschiedenen Nationen waren in den Jahren des Krieges abgebrochen. Sie galt es nun wiederzubeleben. Lediglich Jules Marouzeau als Herausgeber und vor allem Juliette Ernst als hauptverantwortliche Mitarbeiterin der wichtigsten Bibliographie für die Altertumskunde, der Année philologique, verfügten weiterhin über ausgedehnte Kontakte, da sie ihre Arbeit auch während des Krieges nicht gänzlich eingestellt hatten.
Von beiden ging die Initiative zur Gründung aus, die sofort von der UNESCO unterstützt wurde. Zu diesem Zweck etablierte die UNESCO in Zusammenarbeit mit Institutionen wie der Union Académique Internationale Organisationen wie den Conseil International de la Philosophie et des Sciences Humaines, der die finanzielle Unterstützung seitens der UNESCO organisierte, leistete und verantwortete. Die FIEC förderte mit diesen Mitteln wiederum große Unternehmungen wie den Thesaurus Linguae Latinae und das Supplementum Epigraphicum Graecum. Abgedeckt werden sollten gleichermaßen Studien zur griechischen wie zur römischen Kultur, weswegen die FIEC seit Anbeginn auch besondere Beziehungen zur Fondation Hardt unterhält.
Die Gründungsversammlung fand am 28. und 29. September 1948 im Gebäude der UNESCO in Paris, dem Sitz sowohl der UNESCO als auch der Année philologique, statt, als erster Präsident wurde der Däne Carsten Høeg gewählt.
Die FIEC ist eine Dachorganisation aller wichtigen altertumswissenschaftlichen Vereinigungen rund um die Welt. Sie fördert den internationalen wissenschaftlichen Austausch zwischen Forschern und Gelehrten, stellt direkte Kontakte her und klärt Regierungsorganisationen über Bedeutung und Wert altertumswissenschaftlicher Forschung auf.

## Organisation
Die fünfzehn Gründungsmitglieder der FIEC sind automatisch Mitglieder der Organisation. Zudem kann jede Vereinigung, die von jeweils nationalem Interesse im Bereich der klassischen Altertumswissenschaften oder eine internationale Vereinigung auf diesem Gebiet ist, Mitglied werden. Die Generalversammlung der FIEC muss der Aufnahme zustimmen. Jedes Mitglied stellt für die Generalversammlung einen Delegierten, die zusammen den Präsidenten und das Führungsgremium der FIEC wählen. Alle drei Jahre veranstaltet die FIEC einen internationalen Kongress, der Forscher aller Länder und aller Spezialdisziplinen vereinigt und zugleich der Generalversammlung der Mitglieder dient. Der nächste FIEC Kongress findet 2025 in Wrocław (Polen) statt. Die FIEC hat momentan 14 internationale sowie 61 nationale Vereinigungen und Institutionen als Mitglieder. Derzeitiger Präsident der FIEC ist Jesús de la Villa, Generalsekretär ist Thomas Schmidt (Stand August 2022).

## Mitglieder
Gründungsmitglieder sind:
- Société des Études Latines (Frankreich)
- American Philological Association (USA)
- Association Guillaume Budé (Frankreich)
- Association pour l’encouragement des études grecques en France (Frankreich)
- Société Internationale de Bibliographie Classique (Frankreich)
- The Classical Association (Großbritannien)
- The Society for the Promotion of Hellenic Studies (Großbritannien)
- The Society for the Promotion of Roman Studies (Großbritannien)
- Classical Association of Scotland (Schottland)
- Nederlands Klassiek Verbond (Niederlande)
- Polskie Towarzystwo Filologiczne (Polen)
- Dansk Selskab for Oldtids- og Middelalderforskning (Dänemark)
- Filologisk-Historiske Samfund (Dänemark)

Aus Deutschland sind Mitglieder der Deutsche Altphilologenverband und die Mommsen-Gesellschaft, aus Österreich Sodalitas. Bundesarbeitsgemeinschaft Klassischer Philologen in Österreich und aus der Schweiz die Schweizerische Vereinigung für Altertumswissenschaft und die Groupe romand des études grecques et latines.

## Präsidenten
1. 1948–1951: Carsten Høeg
2. 1951–1954: Ronald Syme
3. 1954–1959: Bernard Abraham van Groningen
4. 1959–1964: Pietro Romanelli
5. 1964–1969: Dag Norberg
6. 1969–1974: Marcel Durry
7. 1974–1979: Dionisie M. Pippidi
8. 1979–1980: Wolfgang Schmid
9. 1982–1984: William H. Willis
10. 1984–1989: Emilio Gabba
11. 1989–1994: Jean Irigoin
12. 1994–1997: John Boardman
13. 1997–2004: Carl Joachim Classen
14. 2004–2009: Heinrich von Staden
15. 2009–2014: Averil Cameron
16. 2014–2019: Franco Montanari
17. 2019–2022: Gunhild Vidén
18. 2022–2025: Jesús de la Villa

## Generalsekretariat
1. 1948–1953: Charles Dugas
2. 1953–1974: Juliette Ernst
3. 1974–2004: François Paschoud
4. 2004–2019: Paul Schubert
5. 2019–2022: Sabine R. Huebner
6. seit 2022: Thomas Schmidt

## FIEC-Kongresse
1. 1950: Paris (Frankreich)
2. 1954: Kopenhagen (Dänemark)
3. 1959: London (Großbritannien)
4. 1964: Philadelphia (USA)
5. 1969: Bonn (Deutschland)
6. 1974: Madrid (Spanien)
7. 1979: Budapest (Ungarn)
8. 1984: Dublin (Irland)
9. 1989: Pisa (Italien)
10. 1994: Quebec (Kanada)
11. 1999: Kavalla (Griechenland)
12. 2004: Ouro Preto (Brasilien)
13. 2009: Berlin (Deutschland)
14. 2014: Bordeaux (Frankreich)
15. 2019: London
16. 2022: Mexiko-Stadt (Mexiko)
17. 2025: Wrocław (Polen)